# Raymond de Cerdagne
Raymond de Cerdagne ou Raymond Ier de Cerdagne (catalan : Ramon de Cerdanya) fut comte de Cerdagne de 1035 à 1068 et de Berga de 1050 à 1068.

## Descendance
- Guillaume-Raymond de Cerdagne (?-1095), comte de Cerdagne
- Enric de Cerdagne (?-v 1102)
- Clemència de Cerdagne (?-?), mariée avec Arnau-Riculf, seigneur d'Usson en Donezan